# Rudtjärnen (Skellefteå socken, Västerbotten)
Rudtjärnen är en sjö i Skellefteå kommun i Västerbotten och ingår i Kågeälven-Skellefteälvens kustområde. Sjön har en area på 0,0425 kvadratkilometer och ligger 32,2 meter över havet.

## Delavrinningsområde
Rudtjärnen ingår i det delavrinningsområde (718965-175573) som SMHI kallar för Rinner mot Ursviksfjärden. Medelhöjden är 29 meter över havet och ytan är 7,69 kvadratkilometer. Det finns inga avrinningsområden uppströms utan avrinningsområdet är högsta punkten. Avrinningsområdets utflöde mynnar i havet, utan att ha någon enskild mynningsplats. Avrinningsområdet består mestadels av skog (62 procent). Avrinningsområdet har 0,1 kvadratkilometer vattenytor vilket ger det en sjöprocent på 1,2 procent. Bebyggelsen i området täcker en yta av 2,6 kvadratkilometer eller 34 procent av avrinningsområdet.